# パリ講和会議

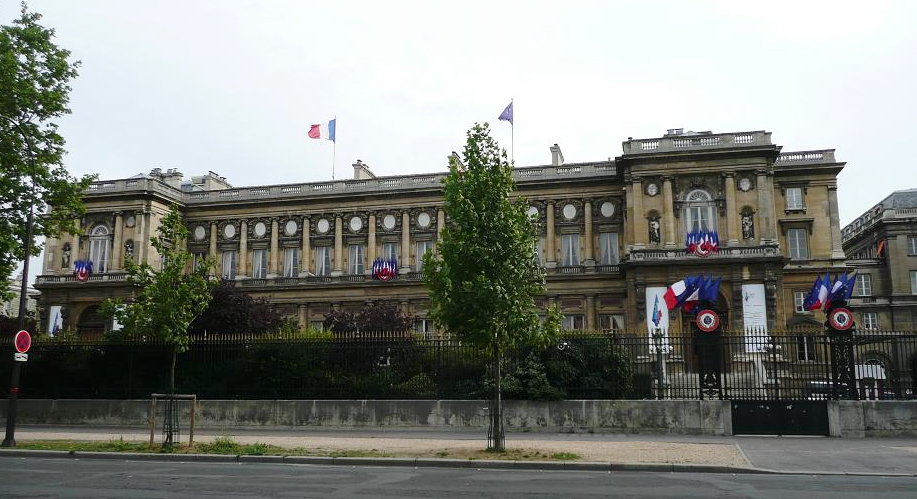
会場となったフランス外務省。に面している（現在のヨーロッパ・外務省）

パリ講和会議（パリこうわかいぎ、旧字体：巴里講󠄁和會議、英語: Paris Peace Conference）は、1919年1月18日から開会され第一次世界大戦における連合国が中央同盟国の講和条件等について討議した会議。世界各国の首脳が集まり、講和問題だけではなく、国際連盟を含めた新たな国際体制構築についても討議された。「ヴェルサイユ会議」と呼ばれることもあるが、実際の討議のほとんどはパリのフランス外務省内で行われており、ヴェルサイユ宮殿を会場に使ったのは対独平和条約（ヴェルサイユ条約）、対ハンガリー平和条約（トリアノン条約）、関連する諸条約（ヴェルサイユ小条約）の調印式のみであるため、その呼び方は正確ではない。

## 会議設置の前提

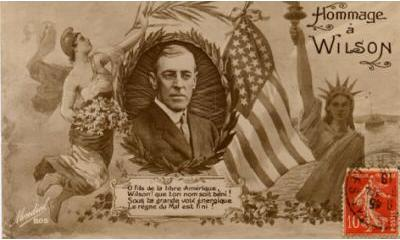
「ウィルソンが平和をもたらし、悪の支配を打ち倒す」と称えた、1919年にフランスで発売されたポストカード

ウッドロウ・ウィルソンアメリカ合衆国大統領はアメリカ合衆国の参戦前にも「勝利なき講和」（英語: Peace without victory）を訴え、参戦後は「和解の平和」を唱えた。ウィルソンは懲罰的賠償や秘密外交を基本とする欧州の「旧外交」が今次の大戦を招いたと考え、その払拭を訴えた。これがいわゆる理想主義的なウィルソンの「新外交」と呼ばれるものである。
秘密外交に対する批判に答えたイギリスのデビッド・ロイド・ジョージ首相は、戦争遂行のために「会議による外交」（英語: diplomacy by conference）を唱えた。「私は外交官を必要としない」「自分の国を代表する者として語る権限のない者達に（重要な問題を）論じさせることは単に時間の浪費である。」と語った大衆的政治家であったロイド・ジョージは、全面戦争という状況には国民世論の支持が不可欠と考えていたためである。また、当時イギリスの大新聞を支配していたノースクリフ子爵は、講和会議代表に選ばれなかったことからロイド・ジョージと不和になり、政府方針以上の過酷な条件を求める記事を連日掲載した。このため講和会議直前の1918年イギリス総選挙では講和条件自体が選挙の争点となり、ドイツに対する賠償要求世論が高まった。
1918年1月8日、ウィルソンは議会で「秘密外交の撤廃」「民族自決」などを含めた十四か条の平和原則を公表した。以降2月11日には「4原則」、9月25日には5原則を提示しこれを補強している。11月5日、アメリカ政府は十四か条と、それ以降の和平演説、さらに二つの留保事項を加えた和平勧告をドイツに行った（ランシング通牒）。ドイツ首相バーデン大公子はこれを受け入れ、ドイツと連合国間で休戦協定が結ばれた。しかしイギリスはウィルソンの原則に同意しておらず、14か条が講和の原則でないとドイツに伝達することを考えていた。しかし折からのドイツ革命の進展で、ドイツに共産主義政権が成立することを危惧したイギリスは、早急な講和のために不服ながらウィルソンの方針に同意した。
ウィルソンはこれらの新外交理念により、連合諸国の国民はもとより、ドイツなど中央同盟国の国民からも高い期待を持たれており、また彼自身もこれらの理念を信じていた。一方で連合国が戦時中から唱えていた「ドイツ軍国主義の破壊」自体は、内政干渉に反対する保守勢力の反対によってほとんど放擲され、ドイツの政治制度について干渉することはなかった。
しかし第一次世界大戦で最も大きな負担を負ったフランスのジョルジュ・クレマンソー首相は、ドイツ人に対する徹底的な不信感を抱いており、交渉や理念ではなく、実力でしかドイツ人を抑制できないと考えていた。
これら思惑の異なる諸首脳がパリに集まり、同時に行われるドイツ軍の武装・動員解除やロシア内戦等の世界情勢を念頭に諸問題が話し合われた。

## 会議の構成

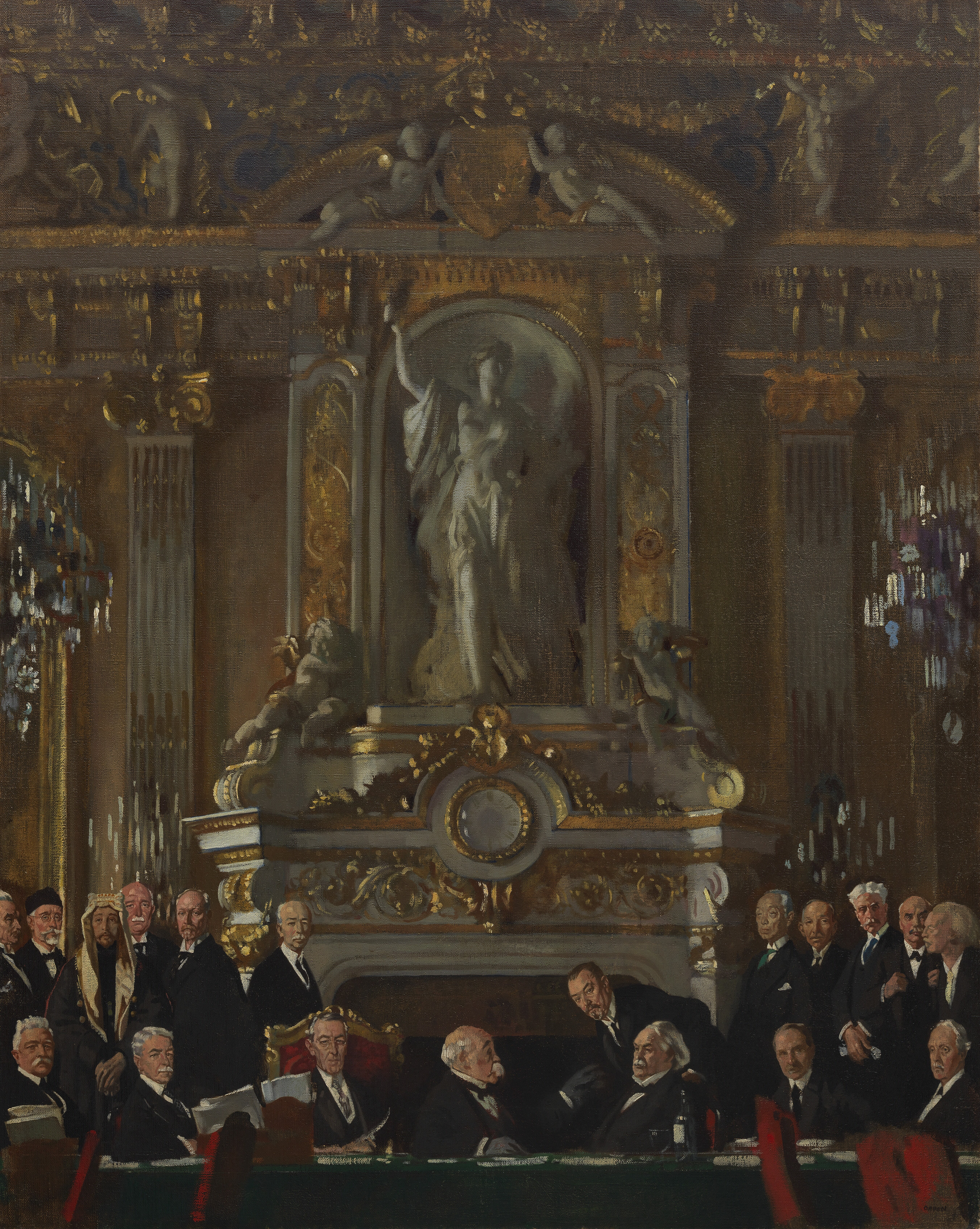
ウィリアム・オーペン『ケ・オルセーにおける平和会議』

大戦中から連合国は最高戦争会議 (第一次世界大戦)を結成して協議を行っていた。1918年の10月ごろから会議開催地の選定が開始された。スイスのローザンヌ、フランスのヴェルサイユが候補地としてあがり、最終的にパリが会議の場と決定された。ウィルソンはスイスで開催する案を持っていたが、当時スイスは労働争議や経済問題が悪化しており、鉄道も寸断されていたため会議を開ける状況ではなかった。フランス側はパリを会議場とするため以前から準備をしており、ウィルソンも同意した。
会議には世界から33ヶ国（イギリス自治領含む）70人の全権と1000人以上の随員が集まったが、連合国側での協議を優先するべきと言うイギリスやフランスの意見や、中央やロシアでは政治的混乱が続いていたこともあり、ロシアの代表は招請されず、敗戦国は講和条約案がまとまるまで招請されなかった。
最重要問題については「五大国」（イギリス、日本、アメリカ、フランス、イタリア）の全権で構成された十人委員会（The Council of Ten）で行われることになった。なお「五大国」のうちフランスから船で約30日かかる遠距離にある日本は、現職の首脳・閣僚を派遣しなかった。また3月頃にロイド・ジョージの発言が外部に漏洩する事件が起きたため、3月25日から三大国の首脳とイタリアのヴィットーリオ・エマヌエーレ・オルランド首相、通訳官のポール・マントゥー（fr:Paul Mantoux）で構成された四人会議（The Council of Four）で重要事項は討議されることになった。また三首脳が必要に応じて開催した少人数の秘密会でも協議されるようになった。四人会議は正式な会議ではないとされたが、協議の詳細な内容は日本代表団を始めとする他国の代表団はおろか、ウィルソン以外のアメリカ代表団にすら伝えられなかった。その他の重要な問題については、小国の代表も参加した5つの分野別委員会（国際連盟、労働立法、戦争責任、運輸（港湾・水路・鉄道）、賠償）によって討議された。

## 参加国
主要国（代表五名）
 イギリス /  フランス /  イタリア王国 /  日本 /  アメリカ合衆国
代表三名
 ベルギー /  ユーゴスラビア王国（セルブ・クロアート・スロヴェーン王国）/  ブラジル
代表二名
 中華民国 /  ギリシャ /  ポルトガル /  ルーマニア王国 /  タイ
 ヒジャーズ王国 /  ポーランド /  チェコスロバキア
 英領インド帝国 /  カナダ /  オーストラリア /  南アフリカ連邦
代表一名
 キューバ /  ニカラグア /  パナマ /  ボリビア /  エクアドル
 グアテマラ /  ハイチ /  ホンジュラス /  リベリア /  ペルー
 ウルグアイ /  アルメニア /  ニュージーランド

### その他
- モンテネグロ王国 - 連合国の一つであったが、セルビアによる併合により実体としては消滅。これを認めない王国亡命政府首相アント・グヴォズデノヴィッチ（英語版）将軍が3月6日に十人委員会に出席した。この時にセルビアに抗議し、モンテネグロの主権が残っているとする国王ニコラ1世の書簡を読み上げている[15]。
- コスタリカ -コスタリカは1918年5月23日にドイツに宣戦しているが、1917年8月に成立したフェデリコ・チノコ・グラナドス（英語版）の政権をイギリスおよび[16] アメリカ政府は承認していなかったため、会議に招請されなかった[10]。
- アンドラ - ニューヨーク・タイムズ紙の記事[17] のように「参戦したにもかかわらず、講和会議に呼ばれなかった」と言及されることがあるが、2014年に公表された調査結果ではアンドラが第一次世界大戦に参戦したという公的記録は存在していないことが判明している。[18]

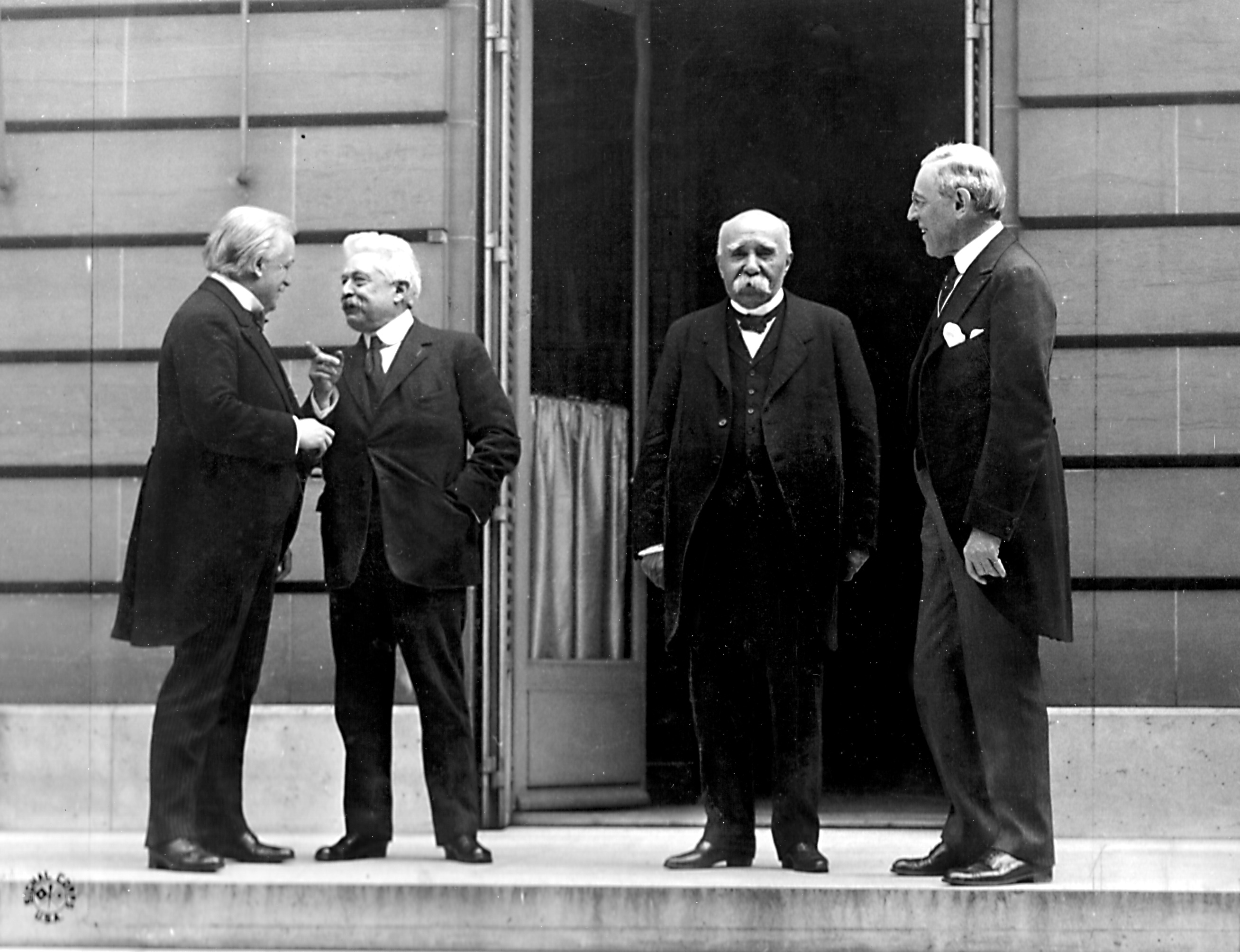
パリ講和会議における「四巨頭」。写真左からデビッド・ロイド・ジョージ（イギリス）、ヴィットーリオ・エマヌエーレ・オルランド（イタリア）、ジョルジュ・クレマンソー（フランス）、ウッドロウ・ウィルソン（アメリカ）

### 四巨頭
- アメリカ合衆国 - ウッドロウ・ウィルソン大統領
- イギリス - デビッド・ロイド・ジョージ首相
- フランス - ジョルジュ・クレマンソー首相
- イタリア - ヴィットーリオ・エマヌエーレ・オルランド首相

### その他の首脳
- 日本 - 西園寺公望元首相、牧野伸顕元外相、珍田捨巳駐英大使、松井慶四郎駐仏大使
- アメリカ合衆国 - ロバート・ランシング国務長官、ニュートン・ディール・ベイカー陸軍長官、エドワード・ハウス名誉大佐
- イギリス - アーサー・バルフォア外相、アンドルー・ボナー・ロー国璽尚書、ロバート・セシル元封鎖相、ウィンストン・チャーチル戦争相・航空相
  -  オーストラリア - ビリー・ヒューズ首相
  -  南アフリカ連邦 - ルイス・ボータ首相、ヤン・スマッツ国防大臣
  -  ニュージーランド - ウィリアム・マッシー（英語版）首相・労働相
- フランス - ステファン・ピション外相、フェルディナン・フォッシュ連合軍最高司令官、陸軍総司令官
- ギリシャ - エレフテリオス・ヴェニゼロス内閣議長
- ポーランド - イグナツィ・パデレフスキ首相
- ポルトガル - アフォンソ・コスタ（英語版）前内閣議長
- ルーマニア王国 - ペトレ・カプ（英語版）前首相
- ユーゴスラビア王国 - ニコラ・パシッチ（英語版）前内閣議長
- チェコスロバキア - カレル・クラマーシュ内閣議長、エドヴァルド・ベネシュ外相
- 中華民国 - 陸徴祥外交総長、王正廷外交次長、顧維鈞駐米公使
- ホンジュラス - ポリカルポ・ボニージャ（英語版）元大統領
- ブラジル - エピタシオ・ペソア（英語版）上院議員[19]

### 中央同盟国代表
- ドイツ国 - ウルリヒ・フォン・ブロックドルフ＝ランツァウ外相[20]、ヘルマン・ミュラー外相
- オーストリア - オットー・バウアー外相

### 著名な関係者
- ジョン・メイナード・ケインズ - 賠償委員会の委員
- 近衛文麿、吉田茂、芦田均 - 代表の随員、後の首相
- グエン・アイ・クオック（阮愛國） - 安南愛国者協会代表として出席。後のベトナム民主共和国国家主席ホー・チ・ミン
- トーマス・エドワード・ロレンス、ガートルード・ベル - ファイサル1世の代表として出席。
- マックス・ウェーバー - 講和条約手交後に、ドイツ側の抗議文書「教授意見書」を提出している。
- トーマス・W・ラモント（英語版） - J.P.モルガン＆カンパニー（英語版）代表。アメリカ財務省の代表として出席

## 会議の流れ

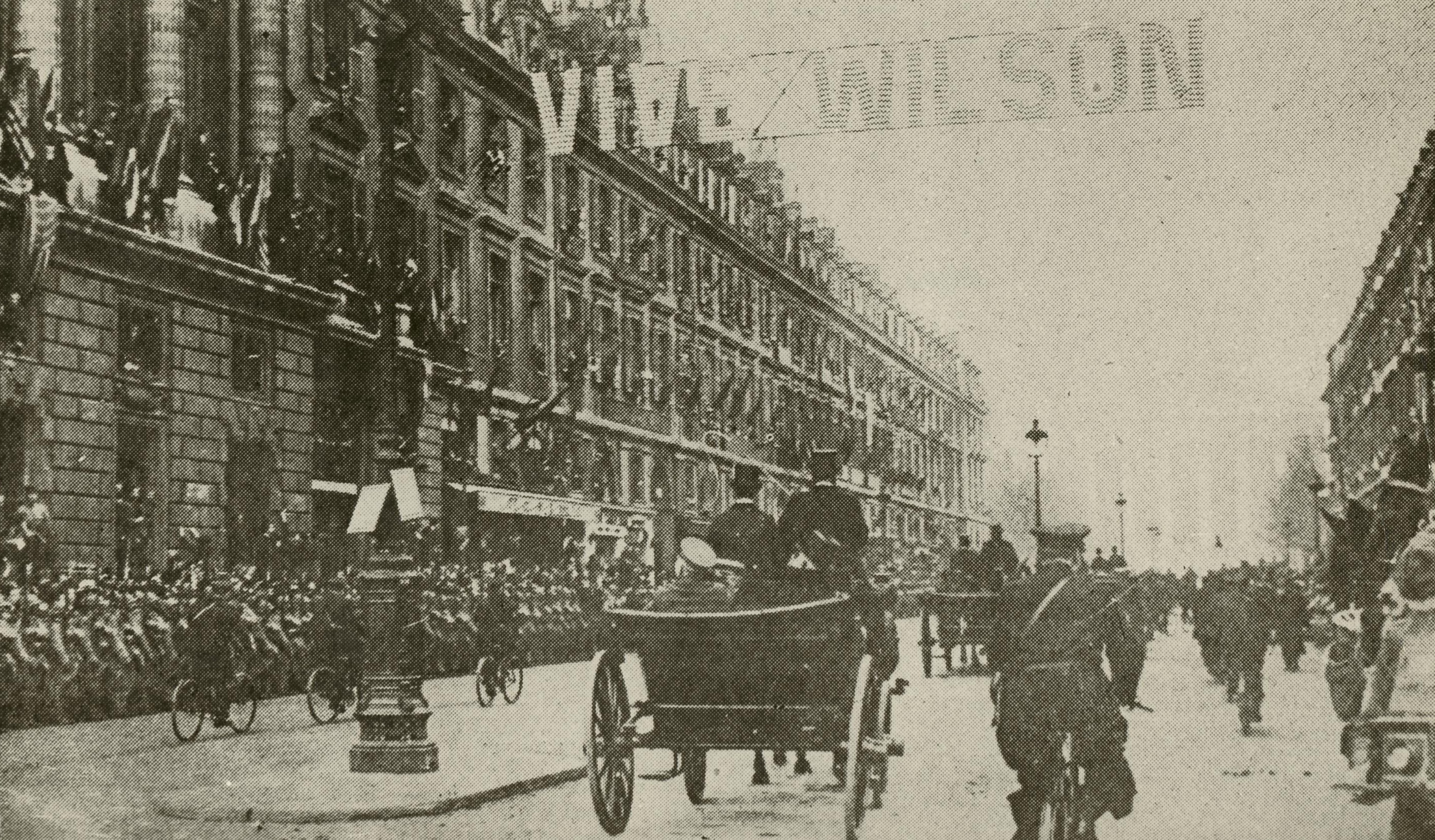
パリのロワイヤル通りに到着したウィルソンを歓迎するパリ市民。「VIVE WILSON（ウィルソン万歳）」という装飾も見られる。

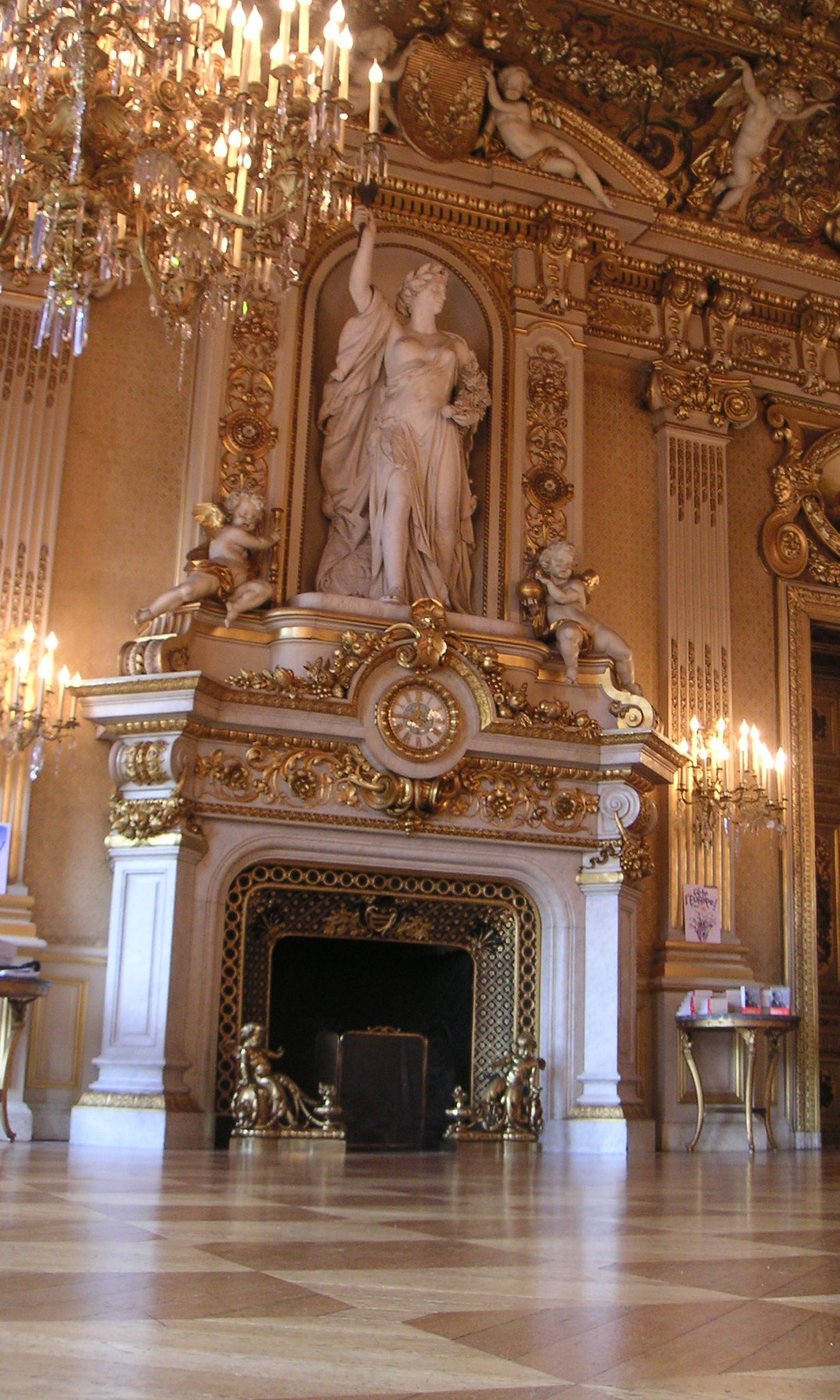
フランス外務省の時計の間

### 開会前
1918年12月26日、ウィルソンは「We Want Wilson!」の歓呼の中ロンドンに到着した。彼はイギリスやフランスでも「正義なる人ウィルソン」と讃えられ、熱狂的な歓迎を受けた。1月12日にはウィルソンとロイド・ジョージがパリに入った。
1月12日には休戦後最初の十人委員会がフランス外務省で行われた。翌13日にはフランスのピション外相が講和会議の進行方法や、十四原則を加味した原則を提示している。この日には講和会議で「国際連盟」「賠償問題」「新国家」「国境線変更」「植民地」の五つの論点について協議するという決定が行われた。17日にはピションが五つの論点を総会で検討する提案を行ったが、ウィルソンはこれらが総会で検討するのは不適切であるとし、小委員会を設置し、その委員会が総会に提案するかどうかを決定するよう主張した。

### 開会
1月18日に講和会議の開会がフランス外務省の時計の間で宣言され、そのまま講和会議総会が開かれた。開催後の会議でまず検討されたのは会議の形式であった。ウィルソンは会議を公開し、会議内容の自由な報道を許すよう主張した。しかし過去の秘密外交の暴露や世論に左右されることを恐れたロイド・ジョージやフランスのステファン・ピション外相の猛反対にあった。このため会議公開は断念され、旧来の秘密会議形式が取られることになった。
なお、この1月18日は、プロイセン王国成立（1701年）の日、かつ、ドイツ帝国成立の日（1871年、ヴェルサイユ宮殿鏡の間で戴冠）でもあり、敗戦国ドイツにとって重要な日付でもあった。
1月25日には総会においてウィルソン提案の委員会設置が承認された。2月14日には三度目の総会が行われ、委員会で策定された国際連盟規約の草案が承認された。2月中旬から3月中旬まではロイド・ジョージとウィルソンが帰国しており、さらに2月19日にクレマンソー暗殺未遂事件が発生して不在であったため、外相達が会議を取り仕切った。3月中旬になってようやく平和条約の具体内容が討議の中心となった。ウィルソンの提示した諸原則そのものは他の首脳の反対を受けなかったものの、彼らは「原則では賛成、細目では反対」の交渉でウィルソンに抵抗した。
フランスが最も強く要求したのはザール地方の領有、戦費と賠償金の全面的な履行、ライン川左岸の永久占領であった。この3案は四人会議を紛糾させる最大の争点となった。これらの「一種の心理的な飢餓状態」「戦争性精神異常」と評された フランス側の対独警戒心を緩和するため、イギリスはフランスが侵攻された際に援助する保障条約の締結でこれに代えようとしたが、合意は見られなかった。
3月25日、ロイド・ジョージは「フォンテーヌブロー覚書」を発表し、「新しい戦闘を挑発することのない講和」を目指すために、ドイツに過度の屈辱を与えず、履行可能な講和条件を与えるべきとした。この覚書はアメリカに賛意を持って迎えられたが、フランス首脳達は激怒した。フランスと英米の間隙はより大きくなり、4月2日にはフォッシュが「一週間以内に平和会議は潰れる」と予言し、4月7日には体調を崩していたウィルソンが帰国準備を命令する事態となった。またイギリスの世論や議会ではロイド・ジョージが賠償金問題やボリシェヴィキに対して弱腰であるという批判が続発し、4月15日から4月17日に議会対策のため一時帰国し、「厳格な講和」を約束することとなった。
しかしロイド・ジョージが一時帰国した隙に、クレマンソーはハウス大佐を通じてウィルソンを説得し、連合国軍による15年のライン川右岸とザールの占領を行うという妥協案に合意させた。イギリスは抵抗したが4月22日に三国の合意が成立した。この合意を受けて4月20日に米仏間、5月6日に英仏間での軍事保障条約が締結された。

### 会議の終了

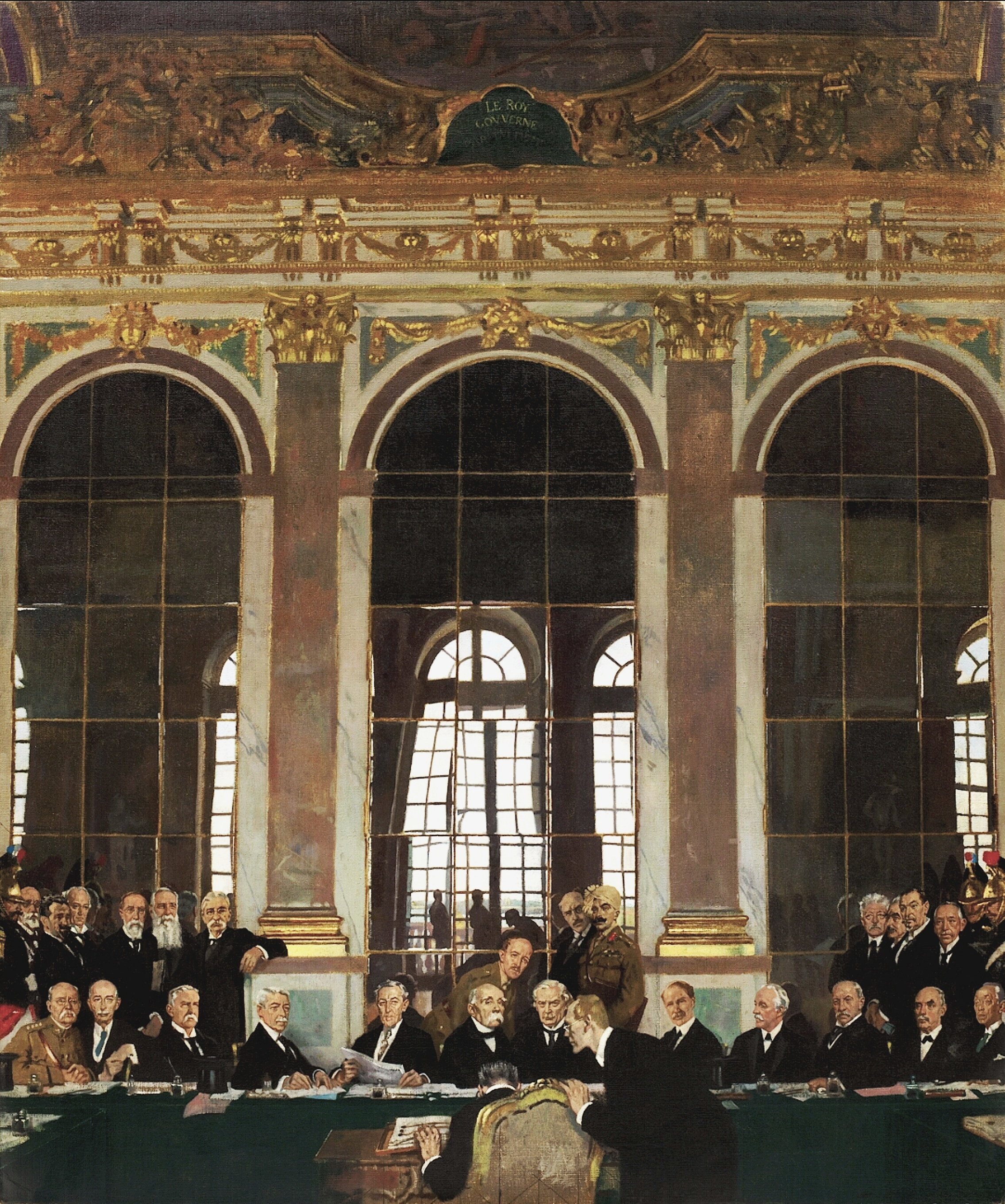
ウィリアム・オーペン画『1919年6月28日、ベルサイユ宮殿、鏡の間での講和条約の調印』では、講和条約の調印を行うドイツ国のヨハネス・ベル運輸大臣が画面中央、椅子の背もたれを背に後ろ姿に一人だけ描かれ、その対面に調印に注目する戦勝国の首脳の群像が描かれている。

4月18日、ドイツ側代表の招請状がドイツに到着した。4月24日にはフィウメ（伊: Fiume、現リエカ）及びダルマチアの帰属に関する問題に抗議してオルランドが帰国し、5月5日になって会議に復帰した。4月28日の総会で国際連盟規約案が第5条修正を行った後に採択された。
5月7日にブロックドルフ＝ランツァウ外相を首席とするドイツ代表が231条（戦争責任条項、英: War Guilt Clause）を含む講和条約案を受け取り、5月29日に反対提案を行った。ロイド・ジョージはいくつかの点で修正に応じようとしたが、クレマンソーやウィルソンは断固として修正を拒否した。6月2日にはドイツ＝オーストリア共和国 に対して講和条約案提示が行われたが、ズデーテン地方の割譲などを定めた「恐るべき文書」に対してオーストリア政府も受諾を拒否した。
6月3日、7日、10日には賠償問題をめぐって最後の四人会議が開催されたが、賠償総額についての結論は出なかった。連合国側の回答期限当日の6月23日にドイツは条約受諾を発表し、6月28日にヴェルサイユ条約の調印が行われた。7月にウィルソンが帰国し、講和会議自体は終了した。7月20日にオーストリアに対して第二次草案が提示され、9月2日には最終案が提示された。オーストリアは受諾し、9月10日にサン＝ジェルマン条約が締結された。同日、チェコスロバキアと主たる連合国（五大国）間で少数民族保護条約が締結され、チェコスロバキア内のドイツ人保護が義務づけられた。

## 戦争責任問題
中央同盟国の戦争責任問題についてはロバート・ランシングを議長とする戦争責任委員会が検討を行い、3月19日に報告書を提出した。この中で戦争責任は第一にドイツとオーストリア＝ハンガリー帝国、第二にトルコとブルガリアにあるとした上で、「戦争の法と慣習ならびに人道の法に違反した」元首を含むすべての国民が訴追の可能性があるとしたが、戦争を引き起こした責任については訴追を断念した。
ヴィルヘルム2世の訴追にはアメリカおよび日本は当初から反対の立場を表明していた。国際慣習や戦時国際法により国家元首の罪を国際法廷で裁くという前例がなく、実定国際法上の根拠が脆弱とするのが反対論の主張であった。また日本はこの問題について日本の国体論を非常に慎重に意識していた。一方で英仏は皇帝訴追論の最右翼であり、結局は戦時国際法違反や人道上の罪を問うのではなく「国際道徳及び条約の尊厳に対する重大な犯罪」という曖昧な文言によりアメリカと日本は妥協した。戦争責任審査委員会の報告書はアメリカと日本による附属留保が付されて本会議に提出された。日本は「前独帝処分問題に対する日本の覚書」を講和会議に提出し、元首の交戦法規違反に対する刑事責任を容認することに留保を表明した。またヴィルヘルム2世がすでにドイツ帝国皇帝位を退位し元首の地位ではなく、「前皇帝」いち個人として国際法廷で審問される点については同意した。米国の国務長官であり戦争責任審査委員会の議長もつとめたロバート・ランシングは政治上の制裁は政治家の処理すべき問題であり裁判官の関与すべき問題ではないとの立場であった。
この会議の最中から、中立国オランダに亡命していたヴィルヘルム2世の身柄引き渡し交渉が続けられていた。しかしオランダ政府は国内法に違反していないとして拒否した。英仏の強硬論も世論に配慮した面が強く、フランス政府は裏面でオランダ政府に働きかけ、ヴィルヘルム2世の引渡し要求に応じないよう助言している。そのため連合国も再度の引き渡し要求や欠席裁判を行うこともなかった。

## 国際連盟問題

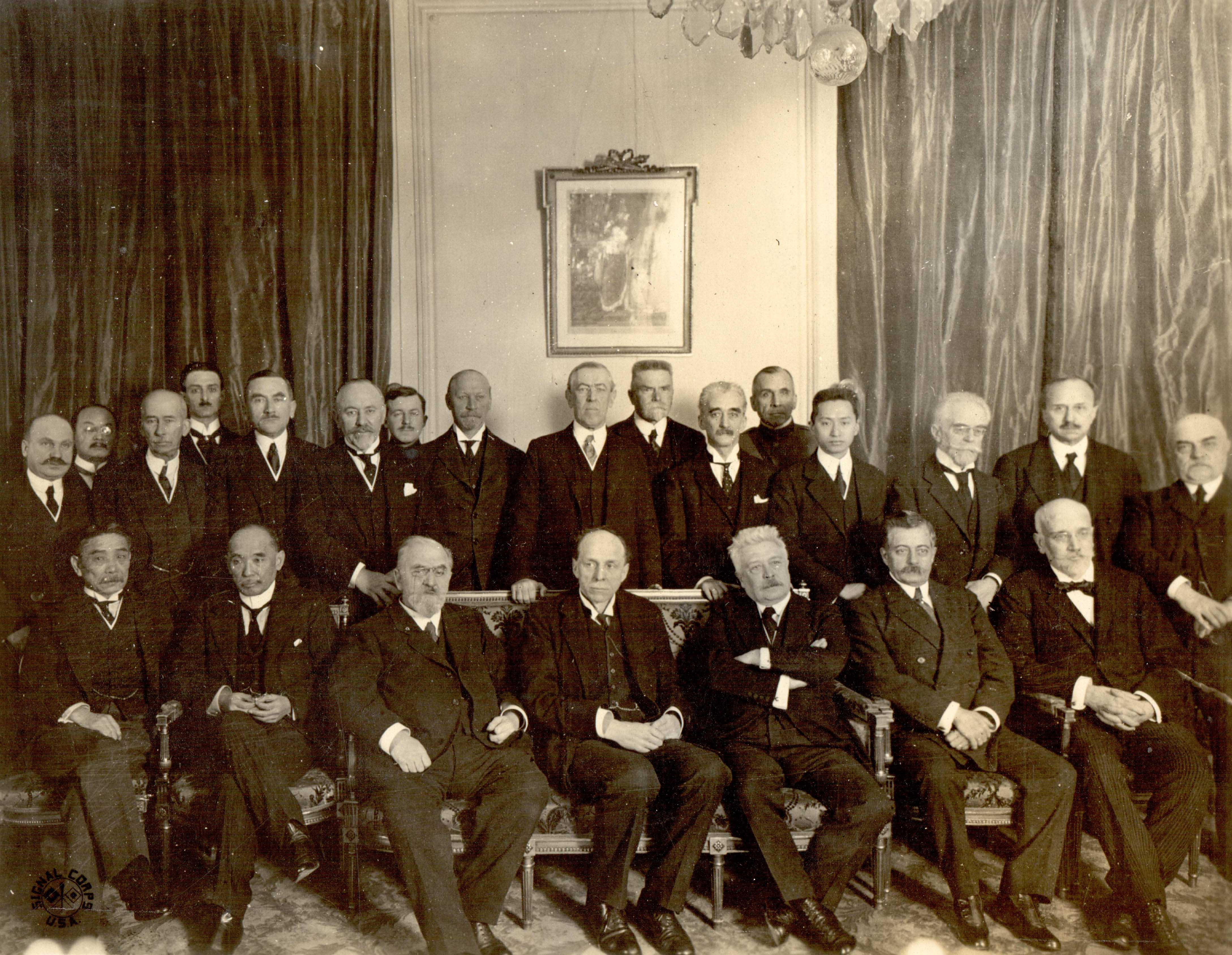
国際連盟委員会。委員はウィルソン、オルランド、ハウス、珍田、牧野、顧維鈞、レオン・ブルジョワなど

ウィルソンは新外交の中心と位置づけた国際連盟を平和条約と不可分であると考えており、熱心な主導者となっていた。国際連盟創設自体はイギリスも戦争目的の一つとしていた が、ウィンストン・チャーチルのようにその構想を非現実的と見なす政治家が多く存在していた。イギリスは連盟を大国間の継続的共働を保障する骨組みとして考え、フランスはドイツの加入を出来るだけ遅らせるなど、現状維持の道具として考えていた。
ウィルソンは連盟の協議を十人委員会で行おうとしたが、ロイド・ジョージやクレマンソーは分科会であり、小国も加えた連盟委員会で協議することを求めた。ウィルソンは小国の協議参加に難色を示したが、結局はロイド・ジョージらの案が通った。ロイド・ジョージらの意図は実質的な講和協議を十人委員会で進めることにあったが、ウィルソンが自ら連盟委員会アメリカ代表となったことでその目論見は外れた。

### 連盟規約策定
1月20日にはウィルソンが国際連盟規約の第三次草案を完成させた。1月25日には国際連盟の原則が講和会議で承認された。2月3日には国際連盟委員会の第一回会合が行われ、2月8日まで連続して行われた。委員長にはウィルソンが自ら就任した。
第一回委員会では連盟規約の草案として、イギリスの弁護士セシル・ハーストとアメリカの弁護士デビッド・ミラーの執筆による「ハースト＝ミラー草案」 が提示されたが、この草案は前日に完成してフランス語版も未完成であったため、以降の委員会で条文毎に協議されることとなった。2月14日の総会において、委員会で策定された国際連盟規約の草案が承認された。3月18日にはウィルソンとセシル元封鎖相、ハウス大佐、ミラーの4人で協議が行われた。イギリス側は草案を独自に検討して修正案を提示し、これに沿って終日検討が加えられた。これらの協議の結果、3月20日には「ウィルソン＝セシル草案」が完成した。また3月20日と3月21日には中立国の意見を聴取する委員会が開かれ、スペインとスイスが修正案を提議した。3月22日の第11回委員会からは2月14日草案、「ウィルソン＝セシル草案」、「中立国修正案」が検討された。1条から18条までは2月14日草案がそのまま承認され、19条については「ウィルソン＝セシル草案」による、対象を拡大した案が討議された。3月27日からハーストとミラーは再度草案の練り直しを行い、30日には「新ハースト＝ミラー草案」が完成した。ミラーは草案の修正が最終段階にさしかかっていたため、日本側提案の「人種差別撤廃提案」（後述）や、各国への赤十字機関設立などの新たな追加は行わないつもりであったが、ハウスの強いすすめによって19条に赤十字に関する記述を盛り込むことにした。
4月1日からは最終草起委員会が開催され、全体的な草案の組み直しが行われた。これらの意見を受けて4月3日にハーストとミラーは最終草案を策定した。4月10日の第14回国際連盟委員会と4月11日の最後の国際連盟委員会で最終草案が検討され、4月21日にはこれらの意見を受けた規約案をミラーがまとめた。22日にはこの案をウィルソンも承認し、4月28日の総会において討議された。この会では日本による人種差別撤廃提案に関する説明と、ウィルソンによる第5条の修正提案が行われた。規約案は第5条修正を行った後に承認され、採択された。

### 委任統治問題
ウィルソンが原則として「無併合」を唱えていたが、ドイツ旧植民地やオスマン帝国領が独立国としてやっていけるとは考えていなかった。「委任統治」はそのために考え出されたシステムであり、国際連盟からの委任を受けた国が、その地域を統治するというものであった。しかしフランスやオーストラリア、ニュージーランドは旧植民地の併合を強く要求した。委員会は紛糾し、裏面での交渉が活発に行われた。
1月30日の十人委員会でロイド・ジョージは八項目からなる決議案を提出した。東アフリカのドイツ植民地は潜水艦基地となったため、ドイツ統治継続は世界平和に有害であるために没収が定められ、旧トルコ領のアルメニア、シリア、メソポタミア、パレスチナ、アラビア半島はトルコの悪政から切り離す必要があるとされた。2月になってこの方針で妥協が成立し、ドイツの植民地全面放棄とシリアのフランス委任統治領化、パレスチナ、イラク、トランスヨルダンのイギリス委任統治領化が決定した。こうしてサイクス・ピコ協定は実質的に承認された。

### 国際保健
当時スペインかぜ（インフルエンザ）が世界規模で猛威を奮っており、ウィルソンやハウスが罹患しただけでなく、アメリカ代表団の一部からは死者も出た。このため国境を越えた公衆衛生に対する動きが求められ、国際連盟規約23条と25条には国際保健条項が盛り込まれた。

### 人種差別撤廃案
当時アメリカ・カナダ・オーストラリアでは日本人移民、及び日系アメリカ人に対する排斥運動が起こっていたこともあり（のちに排日移民法までもが成立）、国際連盟構想が明らかになると日本のマスコミや黒龍会等の団体が人種差別撤廃を講和条件に盛り込むよう強く主張するようになった。当時の外務省には石井菊次郎駐米大使のように国際正義が主張される講和会議で移民排斥不当を「表明」すること自体に意味があるという考えと、小村欣一アジア課長のように人種平等の提案を成すことで、国際組織で平等の立場を勝ち取り、日本の印象を平和的なものとし、対中融和をスムーズに行うという考えもあった。最終的に外務省がまとめた案では、人種平等の要求明確化よりも、国際的時流に乗ることを重要とする物となっていた。
日本代表団は人種差別撤廃の為にまずアメリカに働きかけることとし、ランシング国務長官とウィルソン側近のハウス大佐に、連盟規約に挿入する人種差別撤廃条項として甲案と乙案の二案を提示した。ランシングは乙案に賛意を示し、ハウス大佐の感触も上々であった。次に接触したイギリスでは、オーストラリア、ニュージーランドの自治領、特に白豪主義を国是とし、労働問題を抱えるオーストラリアが強硬に反発したため、合意は得られなかった。その後イギリスのセシル元封鎖相やバルフォア外相とも協議を行ったが、本国の諒解が得られないとして消極的であった。会議の状況を聞いた原首相も「この事元来成功するや否や覚束なき事柄」と、提案の成功には悲観的であった。
日本は2月13日に国際連盟委員会で「各国均等の主義は国際連盟の基本的綱領なるに依り（中略）、連盟員たる一切の外国人に対し均等公正の待遇を与え人種或は国籍如何に依り法律上或いは事実上何等差別を設けざることを約す」という条文を、宗教の平等を唱えた連盟規約21条に付け加えるよう提案した。この日の提案ではチェコスロバキア、ルーマニア、ブラジルのみが賛成であり、さらに宗教規定自体が取り除かれることが多数決で決まり、人種差別撤廃提案は別の形で提出することとなった。
この提案が報道されると、日本では提案に対する期待が高まり、アメリカでは内政干渉であるとして反発が高まった。アメリカ上院は人種差別撤廃提案が採用されれば条約を批准しないという決議を行い、ウィルソンもこれに従わざるを得なくなった。オーストラリアのヒューズ首相も会議中に退席するほど強硬であり、日本の主張が入れられれば署名を拒否して帰国すると発言した。ヒューズの態度はイギリス帝国の首脳からも「狂人と評するほかない」 と評されるほどであった。イギリス、カナダ、ニュージーランドは牧野の接触で日本支持に傾きつつあったが、ヒューズの強硬姿勢をみて反対の立場に戻っていった。イギリスは英帝国内の団結を維持する必要があり、総選挙を控えて譲歩ができないヒューズの強硬姿勢に従わざるを得なかった。日本政府も提案成立は困難であると見るようになり、犬養毅や伊東巳代治のように連盟脱退を唱える者も現れた。
4月11日、日本は再度提案を行い、連盟規約前文に「各国民の平等及びその国民に対する公正待遇の主義を是認する」という一文を挿入するように求めた。イギリス、オーストラリアが反対する中、議長ウィルソンは「本件は平静に取り扱うべき問題」であるとして、提案自体の撤回を求めた。牧野は採決を求め、イギリス、アメリカ、ポーランド、ブラジル、ルーマニアが反対したものの、フランス、イタリア、ギリシャ、中華民国、ポルトガル、チェコスロバキアが賛成に回り、出席者16名中11名の賛成多数を得た。しかしウィルソンは「全会一致でない」としてこの採決を不採択とした。牧野は「会議の問題につきては多数決に依りて決定したことあり」として、多数決による採択を求めたが、ウィルソンは「本件の如き重大なる事件の決定については、従来とも全会一致、少なくとも反対者なきことを要するの趣旨によりて議事を取り扱い来たれる」と重大案件は全会一致で行ってきたと反論し、牧野もこれを受け入れた。牧野は議案を撤回するかわりに、提案を行ったという事実と採決記録を議事録に残すことを要請し、受け入れられた。
山東問題の解決と人種差別撤廃提案の撤回が同時期であったため、「人種差別撤廃提案を取引材料に使った」「そもそも提案自体が煙幕であった」と主張する国もあった。日本国内では失望の意見や連盟脱退を叫ぶ声が高まり、伊東ら強硬派は牧野の欧米協調的な言動を軟弱であると非難した。しかし原首相は牧野を擁護し、日本は国際連盟参加、講和会議成立の協調路線を維持することになった。一方で欧米に対する不信感は大川周明などの国家主義者やアジア主義者に根付き、対米協調に反発する政治団体が多数生まれることとなり、またこの流れは、その後の太平洋戦争（大東亜戦争）への呼び水ともなり、昭和天皇も独白録のなかで大東亜戦争の遠因となったことを明らかにしている。また米国では人種差別を受けていた黒人が日本の人種差別撤廃の提案に期待をしていたが、賛成多数であったにもかかわらず自国のウィルソンの議長裁定により法案が成立しなかったことに怒り、全米各地で黒人暴動が発生した。

## 軍縮問題
ロイド・ジョージは国際連盟と、ヨーロッパにおける軍縮を平和構想の柱として考えており、1918年12月11日にはヨーロッパ大陸における徴兵軍廃止を平和会議のテーマとしてあげた。元々イギリスは志願軍制が伝統であり、徴兵制廃止については多くの賛同が得られていた。しかしロイド・ジョージはイギリスによる海上の覇権を渡すつもりはなく「イギリスはアメリカあるいは他の強国の海軍より優越した海軍を維持するために最後の1ギニーまで費す」つもりであった。1月21日、イギリスのバルフォア外相は軍縮委員会の設置を十人委員会に提議した。
軍縮委員会は軍縮の前提となるドイツの武装解除と動員解除を扱うことになったが、最初の案は受け入れられず、2月12日に連合軍最高司令官フェルディナン・フォッシュ元帥を委員長とする新たな軍縮専門委員会が設置された。フォッシュはラインラントへの永久的な駐兵と、ロシア内戦における白軍への援助を主張したが、ドイツ軍武装解除には積極的ではなく、ロイド・ジョージの唱える軍縮には否定的であった。フォッシュ委員会はドイツに20万人の陸軍兵力保持と、徴兵制を認める草案を提出した。ロイド・ジョージはこの案に猛反発し、バルフォア外相とウィルソン陸軍参謀総長の同意を得た、陸海空を含めた全兵力20万人で志願軍制とする案を提出した。十人委員会でこの案は反対もなく採用されたが、軍縮委員会の軍人達は猛反発した。そこでフランス陸軍参謀本部がドイツ兵力を10万人に制限する案を策定し、フォッシュがこの案を3月10日の十人委員会に提出した。さらにドイツが軍備を調達する際には事前通告が必須であるという案も付属させた。イギリスはこれらの案があまりにドイツを無力化しすぎるとして反発したが、フランスは強硬であった。結果としてこの案が通り、戦後のドイツ軍は陸軍10万人規模となった。
一方国際連盟委員会では、フランスが常備軍としての国際連盟軍を提案したものの否決され、憲章では加盟国に対する必要最低限の軍備制限と、連盟理事会が加盟国から連盟規約保護のための軍隊派遣要請を行えることが明文化された。しかし国際連盟による軍事制裁はその後十数年に渡って論議されたが決着が出ず、一度も実行されなかった。また軍備制限条項はその後のジュネーブ軍縮会議やワシントン会議といった、国際的軍縮の動きにつながることとなった。

## 戦後ドイツの国家構想
戦勝各国がドイツ帝国から切断、鹵獲した海底ケーブルは、既得権としてワシントン会議まで委任統治あつかいになった。

### オーストリアとの合邦問題
当時オーストリアに発足したドイツ＝オーストリア共和国のカール・レンナー首相は、経済混乱を収拾するためにドイツとの合邦（アンシュルス）を要求していた。またドイツも民族自決の観点から合邦を要求していた。ランシング国務長官は同じくカトリックの多いバイエルン州との合併を考慮したが、ウィルソンはあまり興味を持っていなかった。レンナーとしても合併実現は最後の手段であり、実行するとしてもアメリカの受諾が不可欠と考えていた。フランスは合邦には反対していたが、強硬な反対はかえって反発を招くことも危惧していた。結局フランスの意見が通り、条約には合邦禁止が明文化された。

### ザール帰属問題
フランスは1814年に領有を認められていたが、その後のウィーン会議でプロイセン王国の一部となったザール地方の領有を主張した。フランスは歴史的に根拠があり、住民もフランスへの統合を望んでいると主張し、さらにザール地方の炭鉱は賠償やフランス工業の再建のためにも重要であると主張した。ロイド・ジョージは民族自決の概念に反すると併合には反対したが、ザールに自治国を建設して、炭鉱を賠償としてフランスに譲渡する折衷案を提案した。しかしフランスの強硬姿勢に反発し、「フォンテーヌブロー覚書」発表後にこの意見を撤回した。会議決裂寸前の状況でフランスはザールを15年占領するという妥協案を出すことでアメリカと合意した。イギリスは反対したが、4月22日に合意が成立した。

### ラインラント問題
ライン川左岸占領は安全保障の観点からフランスの切実な要望であった。フォッシュは1918年11月、ライン左岸に複数の相独立国を建国し、フランス・ベルギー・ルクセンブルクと同盟を組ませてドイツに対抗するという案をイギリスに提示していた。1919年1月10日には10人委員会に「ライン川をドイツ国境とし、ドイツ軍にライン川への接近を禁じた上で連合国軍がライン川各橋梁を永久占領する」という安全保障案を提示した。
3月14日、ロイド・ジョージとウィルソンはライン左岸の永久占領には応じられず、ドイツの侵略があった場合には英米が即座に軍事的保障を行う旨を伝達した。フランス政府はこれを協議したが、あくまで従来の主張を貫くことにした。「フォンテーヌブロー覚書」発表後にフランスは保障案を受け入れてラインラント分離案を撤回したものの、占領期間を賠償支払い完了までとするなど長期占領を主張したため、会議は決裂寸前となった。しかしフランスはウィルソンを抱き込み、ライン左岸を5年から15年占領するという妥協案で合意した。イギリスはなおも反対したが、4月22日に合意が成立した。後にロイド・ジョージはこの占領承認を平和条約の誤りの一つであったと回顧している。一方でフォッシュにとってもこの譲歩は不服であり、クレマンソーとの対立の原因にもなった。

## ロシア問題
会議開催中も、革命後のロシアに対する連合国軍の干渉はなお続いていた。連合国は共産主義に対する警戒だけではなく、帝政時代の外債不払い宣言を行ったこともあり、ボリシェヴィキ政府を容認できなかった。クレマンソーやフォッシュ、チャーチルやウィルソン参謀総長といった軍首脳、ランシングはその急先鋒であった。彼らの一部は軍事力でボリシェヴィキを打倒する方針をも支持した。一方でロイド・ジョージとウィルソンは軍事干渉に反対し、ボリシェヴィキ政府、つまりソビエト政権との交渉も考慮に入れていた。12月にはソビエト政権のマクシム・リトヴィノフがストックホルムに入り、連合国への「平和アピール」を開始した。リトヴィノフはウィルソン宛書簡でロシア内戦に対する干渉の中止を訴え、これに答えてウィルソンとロイド・ジョージはリトヴィノフとの交渉を開始するが、この決定はランシングとその国務省が全く知らないところで行われた。
1月14日から3日間、ウィルソンの使者ウィリアム・バクラー（William.H.Buckler）とリトヴィノフがストックホルムで会談した。リトヴィノフは「旧政府債務と外国権益の承認、連合国内へのボリシェヴィズム宣伝禁止、反対派への恩赦、ポーランド・フィンランド・ウクライナへの野心の否定と民族自決の尊重」の4点で譲歩できるとした。またこの他にも連合国の要求に応じる準備があるとし、連合国の要求リストの提示を求めた。バクラーはこの提案を持ち帰り、ウィルソンに伝えた。
反ボリシェヴィキ感情が強いフランスは、講和会議にゲオルギー・リヴォフら帝国側の人物を招請するべきと主張したが、1月3日、ロイド・ジョージはロシアにあるすべての勢力を招請するべきという閣議決定を行った。1月16日、十人会議の席でロイド・ジョージはロシアに成立した各政府に休戦を行わせ、代表をパリに招聘する提案を行った。この提案にウィルソンは同意したが、フランス代表やフランス議会は猛反発した。1月21日にウィルソンはバクラーの報告を十人会議の席で読み上げた上で、妥協案として、各政府が休戦した上で、マルマラ海のプリンスィズ諸島プリンキポ島に各政府代表を招集することを提案した。しかしボリシェヴィキ以外のロシア政府は招請を拒否し、休戦も行われなかった。
この会議開催は強硬派を勢いづかせ、2月15日にロイド・ジョージの代理として十人会議に出席したチャーチルは。「ロシア問題に関する連合国委員会」（Allied Council for Russian Affairs）の設立を提案した。この委員会は反ボリシェヴィキ政府と協調した軍事行動の可能性検討を目的とするものであった。フランスとイタリアは賛同したが、アメリカ代表は全権委員が出席する会議での決定を求めた。イギリス本国の閣議では積極的な軍事干渉に反対することが決定されており、チャーチルの行動はロイド・ジョージと閣僚を驚愕させた。2月17日に開催された十人会議でアメリカは委員会参加を明確に拒否し、チャーチル案は結局成立しなかった。
2月には赤軍がアルハンゲリスク付近まで進撃し、同地に駐屯していたアメリカ軍4000人との接触・暴発の危険性が高まっていた。2月18日にランシングは非公式の使節としてウィリアム・ブリットらをモスクワに派遣することとした。ブリットらは3月9日にペトログラードでリトヴィノフ、外務人民委員ゲオルギー・チチェーリンと会談し、3月11日から3月13日にかけてはウラジーミル・レーニンと会談した。ブリットはこの席で連合国とソビエト政権の承認条件である「連合国条件」を提示した。
連合国条件
3月25日付の休戦後、4月10日からプリンキポ島で各派の代表会議を開く。この会議では次の条件を前提とする
- 連合国とソビエト政府は、現在ロシアに存在するすべての政府を武力で打倒しない
- 連合国とソビエト政府の通商関係の復活
- ソビエト政府のロシアから港湾への通路と港に関する権利の承認
- 連合国とソビエト政府両国民の相互往来・通商の自由
- 連合国とソビエト政府双方の政治犯釈放
- ソビエト政府がこの条件遵守や軍縮が確認され次第、連合国はロシアから撤退する
- 過去の債務等と関連するすべての問題は平和条約締結後、個別に協議する

レーニン派は和平に乗り気であったが、連合国との休戦に反対するレフ・トロツキーらはブリットの資格に懐疑的であった。レーニン派は若干の修正を加えた「対案」を出し、連合国が「対案」の線に沿って平和提議を発した場合に、ソビエト政府がこれを受け入れることでブリットと合意した。ブリットはこの合意についてランシングに報告した。ところがブリットは交渉の最初に自らが「連合国条件」を提示し、レーニン側がこれに答える形で「対案」を出したという経緯を報告しなかった。帰国したブリットはイタリアのオルランド首相等に「対案」の承認を求めて運動したが、ウィルソンは現状でのロシア問題解決には乗り気ではなかった。ウィルソンがブリットの交渉を無視した背景には、3月末頃からアレクサンドル・コルチャーク軍の進撃が快調となり、モスクワ陥落の可能性が出てきたことや、後述する救済委員会案に傾いていたことがあげられる。ウィルソンは国際連盟実現のためにクレマンソーの同意を得る必要があり、ロシア問題でもクレマンソーの同意が見込まれる救済委員会案を採用しようとしていた。またブリット案に賛同していたハウス名誉大佐との関係が冷却化していたことも背景にあった。
以降アメリカにおけるロシア問題の主導権は、ハーバート・フーヴァー食糧庁長官やヴァンス・マコーミック商務省長官といった経済グループに移ることになる。救済委員会案とは、休戦の実現と同時に中立国の人物が指導する救済委員会を通じてロシアに食糧を提供するというものであった。この中立国の人物として候補となったのが高名な探検家であり、外交活動も行っていたフリチョフ・ナンセンであった。フーヴァーやマコーミックらは、ナンセンが連合国元首に救済委員会設立の書簡を送り、連合国元首がナンセンに構想を承認する返書を送る、という筋書きを立て、その際の返書案も作成した。フランスは当初難色を示したが、アメリカが直接援助を行わないと言うことで承認した。
しかしソヴィエト政府は、休戦等の政治的意図があるとして、ナンセンの救済委員会入国を拒否した。コルチャーク軍の進撃が伝えられ、救済委員会案に対する世論も悪化しつつあった。またイギリスの新聞もロイド・ジョージをボリシェヴィキ寄りであると攻撃しはじめ、ロシアへの介入を主張するようになった。
5月26日、ウィルソン、ロイド・ジョージ、クレマンソー、オルランドは連名でコルチャークのもとに通告を送り、はコルチャーク政府をロシア政府として事実上承認し、白軍への援助を通じての干渉継続を決定した。

### チェコ軍団とシベリア出兵
一方で、シベリアには5万人のチェコスロバキア軍（チェコ軍団）が残留しており、チェコスロバキア首相カレル・クラマーシュはチェコ軍団の干渉戦争への参加を構想していたが、本国の反対により断念した。コルチャーク軍が敗退しつつあった6月22日、チャーチルはチェコスロバキアのベネシュ外相に、チェコ軍団を2分して、アルハンゲリスクとウラジオストックから帰国させる計画を告げた。この計画は表面は撤退であったが、チェコ軍団を用いて日本とアメリカのロシア派遣軍を連結させ、シベリアと北ロシアをソビエト政権から切り離し、コルチャーク軍を援助するという壮大な計画であった。ベネシュは本国の不関与政策にもかかわらずチャーチル提案を了承したが、北ロシア派遣のイギリス軍は冬前に撤退することになり、ベネシュも軍団の早期帰国に方針を切り替えた。さらに西シベリアへの日米の出兵も両国に拒否された。ロシア問題はこの会議の後も継続して連合国の課題となった。

## 未回収のイタリア問題

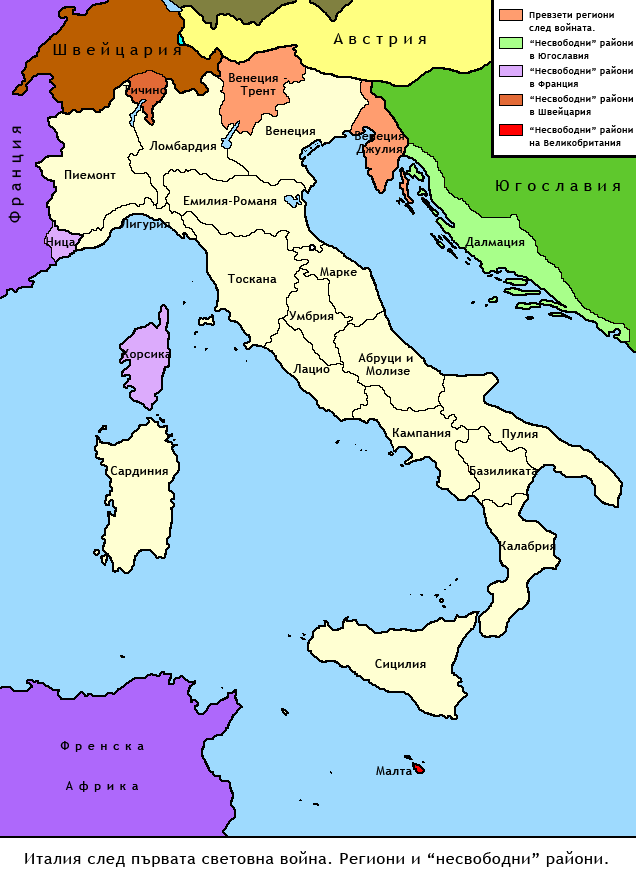
イタリアとその要求地域

参戦時の第50代首相アントニオ・サランドラが外交目的を「神聖なるエゴイズム」と称していたように、イタリアは第一次世界大戦でイタリア統一運動で統一されなかったイタリア人居住地、すなわち「未回収のイタリア」を獲得することのみを目標としていた。イタリアはこの目的のために英仏露と交渉し、1915年4月26日にロンドン秘密条約を締結した。これによりイタリアは連合国側に立って参戦する代償として、オーストリア＝ハンガリーからトレンティーノ＝アルト・アディジェ、ヴェネツィア・ジュリア、北部ダルマチアと付近の島嶼、ヴァローナ（Valona, 現在のヴロラ）を獲得し、さらにアルバニアを保護国とすることが決められた。またイタリア人が多く居住していたフィウーメに関してはクロアチア、セルビア、モンテネグロに与えることになった。しかしイタリア議会では参戦反対派が圧倒的優勢であり、サランドラはガブリエーレ・ダンヌンツィオや新聞を扇動して参戦世論を高めさせ、「未回収のイタリアのための民族戦争」と位置づけることでようやく参戦にこぎつけた。
講和会議開会時の第52代首相ヴィットーリオ・オルランドは4人会議の一人を占める扱いを受けたが、イタリアの要求は全てが通ったわけではなかった。秘密外交を排斥するウィルソンはロンドン秘密条約を認めず、フィウーメのイタリア領有を拒否した。オルランドは抗議のため4月24日に帰国し、5月5日まで会議に出席しなかった。この結果に激怒したダンヌンツィオは9月12日にフィウーメを武力占領し、一時独立国カルナーロ＝イタリア執政府を建設した。

## 山東問題
中華民国を「姉妹共和国」としていち早く承認したウィルソンは、外交団や米国人宣教師の影響で中国に強い関心を持っていたが、日本にはほとんど興味や知識を持っていなかった。
1914年10月31日からの作戦で日本はイギリスとの連合軍によりドイツの膠州湾租借地（青島基地）を攻略（青島の戦い）した後、中華民国に対して21か条の要求をおこないドイツ権益の譲渡を認めさせた。この交渉の過程で1915年に山東権益の譲渡に関して日独間で条約が締結された場合は中華民国が無条件で承認する条約、1917年には山東鉄道経営の日華合弁化を定めた条約を締結した。また本野一郎外相の主導でこの後に英仏と秘密条約を締結し、この権益譲渡は連合国の承認事項となった。アメリカはこの21か条要求が明らかになると強硬に抗議し、1915年および17年の一連の日華条約について不承認の姿勢を取った。さらにシベリア出兵において主力であった日米連合軍が、その後に革命そのものへの干渉を継続しコルチャーク政権に加担しはじめた日本と袂を分かつにおよんで、ウィルソンは決定的に悪印象を持った。
山東半島のドイツ租借地については日本は参戦に際しドイツ政府宛に「独国政府ニ与ヘタル帝国政府ノ勧告」を1914年8月15日に発し、その中で膠州湾租借地（青島）の全部を支那国（中華民国）に還付する目的をもって無償無条件に日本帝国官憲に交付することを要求し ており、租借地そのものの中華民国への返還は当初からの既定路線であった。一方で日本側の真意は決して文面どおりのものではなく 日本政府は租借地および山東権益をドイツから戦時賠償として獲得したのち、租借地については中国に返還し、外国人（日本人）居留地を設営したのち山東ドイツ資産及び商権、膠済鉄道運行権を日本人居留民が継承することを想定しており、青島攻略戦ののちこの認識の違いがただちに日華間の外交問題となっていた。
原敬首相時代に設置された臨時外交調査会は、本野外相の病死によって英仏との秘密条約の規定が不明になったこともあり、大隈首相が山東占領以前に主張していたとおり、山東権益の対中還付を提案した。原首相も同意し、一部の経済権益を残して還付することが決定された。しかしその方法については一度ドイツから権益の譲渡を受けた後に中国に返還する方式をとることになり、講和条約にはドイツから日本側への権益譲渡のみを明記させる方針となった。一方ウィルソンは、対日強硬派であり中華民国への援助を強調する駐華公使ポール・ラインシュの意見を重視しており、日本の外交姿勢を自らの「新外交」を阻害する要因と考え、原内閣の外交転換を表面的な物としか受け取っていなかった。またランシング国務長官もシベリア出兵以降、対日強硬派の立場を強めていた。こうしたこともあり「すこぶる反日的」と評されたウィルソンらの姿勢は、日本との妥協を行う姿勢にはなかった。また中華民国側はウィルソンの14か条の原則を緩用して、中国に課せられた勢力範囲や治外法権等の撤廃を求める方針であった。このため駐米公使顧維鈞をはじめとする中華民国外交団は、積極的な広報活動を行って、アメリカにおける中国支持の風潮を高めさせた。1918年11月26日に顧維鈞と会談したウィルソンは、中華民国全権との協調を約束した。この状況を見た日本の内田康哉外相は、12月に陸徴祥外交部長と会談し、中国の不平等状態の改善への協力と、講和会議での日華協調行動を合意した。
1919年1月17日、日本は十人委員会で大戦中の日華条約などを根拠として山東権益の日本への無条件譲渡を主張した。翌1月18日、中華民国全権の顧維鈞は日本の山東奪還には謝意を示したものの、ドイツから中華民国への直接還付を主張し（青島租借地の対独租借条約の文言に「他国に譲渡せず」の文言があること、また1917年の中華民国参戦により対独租借条約が失効したことを根拠とする）、また1915年以降に締約された一連の日華諸条約が苦境の際に結ばれたとしてその無効を主張した。この顧維鈞の主張は1914年の山東攻略以降の重要な懸案でありすでに1915年の対華21カ条要求後の交渉により結論を得たものであったと理解していた日本側は中華民国政府に抗議を行ったが、アメリカおよび中国のマスコミは日本が中華民国政府を脅迫しているという報道をかき立てた。アメリカ代表は日本政府への抗議や中華民国全権に毅然とした対応を取るよう助言を行った。
牧野は日本への譲渡を講和条約に記載させる必要はないと考えていたが、原首相や外交調査会は絶対に譲れないと考えていた。とくに1915年の日華交渉において締約された2条約13交換公文においては満州および内蒙古に関する重要な取決めが含まれており、これら全部の無効化は日本が従来から懸案としてきた満蒙権益と在留日本人の安全について、きわめて不安定な元の状態にもどしかねないものであった。このため「同島（青島）は我武力によりて占領し、また日支条約は支那が参戦前に締結したるものなるに因りて、絶対に我が要求を貫徹せしめざるべからず」という考えのもと、「帝国政府の最終の決定にして、何等の変更を許さざる次第に付」、もし容れられない場合には国際連盟への参加を蹴ってでも要求を貫徹するよう訓令した。
4月10日、アメリカ全権団は山東権益の直接還付を支持する方針を決定した。ところが1915年の条約を前提とした1918年の日華条約において中華民国が日本側から金銭を受け取っていたため、条約が無効であるとみるのは困難となっていた。そのためランシング国務長官は山東権益を米英仏伊日の五ヶ国の管理委員会に移し、しかる後に処理を決定するという案を提案し、ウィルソンもこれに同意した。4月18日、四人会議でウィルソンが日本側にこの提案を説明することが合意された。ウィルソンは日本の牧野・珍田両全権と会談し、山東権益を連合国全体に渡すという案を提示したが、日本側は中国側の強力なプロパガンダにより、山東問題が極東における一大政治問題と化したため、譲歩は不可能であると述べ、「条約に調印することが不可能になるかもしれない」と強硬に拒否した。一方で日本の外交姿勢が変化していることも説明し、中国における勢力範囲の撤廃にも協力する旨を伝えた。
4月22日の四人会議に日本の牧野・珍田両全権が招待され、山東問題の協議が行われることになった。ロイド・ジョージは英仏秘密条約をもとに日本支持姿勢をほのめかしたが、講和条約に山東権益譲渡を明記すれば、イギリス帝国内の自治領も同様な提案を行って会議が混乱するとして、日本の理解を求めた。日本全権はこれを拒否し、日華条約にある「中国への義務」が認められなければ、条約に署名できないと明言した。この会談中にウィルソンはかつての管理案を提示することもなく、日本側の山東権益の説明を聞くのみであった。同日午後には中華民国全権を招いた四人会議が開催された。中華民国全権は日華条約の無効と直接還付を再度訴えた。しかしウィルソンの態度は変化しており、条約の神聖性を説き、中国の待遇改善は国際連盟で行うと告げた。ロイド・ジョージも残された対応は旧ドイツ権益のみを譲渡するか、日華条約による権益譲渡を行うかしかないと告げた。中華民国全権は「中国はドイツの野望の対象ではなかった」とまで主張したが、ウィルソンはドイツの野望は疑いもなく東洋支配を含んでいたと、この見解を却下した。
ウィルソンはフィウーメ問題での自らの対応との違いを嘆いたが、これ以降ウィルソンは日本への無条件譲渡を認めた動きを展開していくことになった。中谷直司によればこのウィルソンの変化は、英仏との秘密条約の強固さと、日本の強硬姿勢に抗しきれなかったためであるとする。ただし、ウィルソンはその後も日華条約を承認せず、日本全権との会談ではその有効性に疑義を呈する発言を行っている。ウィルソンの変化を見たランシングらアメリカ全権内の有力者は日本の調印拒否は「ブラフ」であるとして「目先の利益のために中国を見捨て、極東におけるアメリカの威信を投げ出すよりは、日本を連盟の外に置いた方がいい」と強硬姿勢の貫徹を主張した。
4月29日と30日に、四人会議における山東問題の最終協議が行われ、日華条約との関係を薄くする形で間接還付を行う方針が決定された。5月4日、日本全権は日華条約に言及しない形で山東の全権益を中国に還付する旨の声明を行い、ヴェルサイユ条約には山東権益の日本への譲渡が明記されることになった。山東問題での譲歩は、ウィルソンに対する不信感を起こすこととなり、議会でのウィルソン攻撃の材料となるとともに、代表団の一部がウィルソン支持から撤退した。
アメリカはヴェルサイユ条約に署名したがアメリカ上院では条約に対する支持も得られず批准に失敗した。その要因の主たるものは連盟規約における国際紛争への共同対処義務であったが、日華問題の調停が不首尾であったことによるウィルソンへの上院の不信も条約批准失敗につながる一因ともなった とされる。この結果に中国では激しい反発が起き（五・四運動）、中華民国代表もヴェルサイユ条約に調印は行わなかったが、のちサン＝ジェルマン条約に署名したことで国際連盟に参加することになった。
講和会議後、二国間での還付交渉を求める日本側に対し、中華民国は国際会議での解決を望み拒否し続けた。これにはアメリカがヴェルサイユ条約の批准を行わなかった事に対する過度な期待があり、顧維鈞など海外公使の意見は悲観的であった。結局山東問題の解決は1922年のワシントン会議まで持ち越されることになる。

## トルコ問題
オスマン帝国領であった中東については委任統治による解決が行われたが、コーカサス地域問題やギリシャの領土要求、ボスポラス海峡・ダーダネルス海峡の海峡問題など多数の問題には結論が出ず、1920年のロンドン最高会議等で検討が行われ、8月のセーヴル条約締結まで講和は持ち越された。

### ギリシャの領土要求
対トルコ講和で大きな問題となったのがギリシャ王国によるオスマン帝国領トラキア・小アジアの要求であった。この問題は2月4日に設置されたイギリス・フランス・アメリカ・イタリアの四国委員で構成されるギリシャ委員会で討議が行われた。イギリスとフランスはトラキア要求についてはギリシャの側についたが、アメリカとイタリアは難色を示した。さらに小アジアの割譲については米伊が強く反対した。このためギリシャ委員会では結論が出ず、3月17日の中央領土委員会で検討が行われた。イギリスとフランスがギリシャを支持する一方でアメリカとイタリアはなおも反発し、日本は直接の利害がないとして意見を留保した。

### メソポタミア・シリア
大戦初期、イギリス本国政府はオスマン帝国支配下の中東に対して深い関心を持っていなかったが、ペルシャ湾の要衝であるバスラの掌握を希望していた。またメソポタミア戦線において主導的な役割を果たしたインド帝国政府は、メソポタミアは当然の報酬としてインド帝国に与えられるべきと主張していた。
しかし中東戦線の重要性が増大すると、イギリス政府もオスマン帝国解体へと踏み切った。この動きの中でハーシム家のヒジャーズ王国などの現地勢力との取引（フサイン＝マクマホン協定など）を行う一方で、サイクス・ピコ協定によるロシア・フランスとの勢力範囲劃定も行った。しかし大戦末期にはフランスの勢力範囲となっていたモスルにイギリスが侵攻し、中東問題はいよいよ混沌化していった。
「十四か条の平和原則」により、オスマン帝国支配下諸民族の安全保障が唱えられ、戦時中の中東戦線（シナイ半島・パレスチナ戦線、コーカサス戦線、ペルシャ戦線、メソポタミア戦線）で連合国はアルメニアやハーシム家等に独立の保障を行っていた。しかし講和会議ではこれらの地域の大半は委任統治が決まった。
1919年1月30日にウィルソンは「ヨーロッパ外に存在するドイツおよびトルコ領の取り扱いについて満足のいく暫定協定に達した」と発表し、2月3日にはイギリス政府も委任統治を承認した。
次の問題は委任統治受任国であったが、フランスはイギリスがシリアも支配するのではないかと懸念していた。当時シリアはフランスの勢力範囲であったが、フサイン＝マクマホン協定によればシリアはイギリスの支持下にあるファイサルの統治範囲であり、フランスはシリア現地民の支持も得られていなかった。フランスはウィルソンが提案したシリアの実態調査をも拒否した。
一方ファイサルは委任統治による中東支配に傾いたイギリスに不信感を抱いたが、後ろ盾がイギリスしかない状態の講和会議ではほとんど実績を上げられなかった。9月、イギリスはパレスチナを除くシリアから撤退し、シリア問題をファイサルとフランスの直接交渉にゆだねた。1920年4月のサンレーモ会議によってシリアはフランスの、イラクとパレスチナはイギリスの委任統治領となった。サンレーモの決定に反対したイラクでは大規模な反乱が起き（イラクの反英蜂起）、イギリスに衝撃を与えた。チャーチルをはじめとする政府の一部はファイサルを通じた間接統治を選択するようになり、1921年のカイロ会議 (1921年)、イラク王国の成立へとつながった。

### アルメニア
アルメニアを含むコーカサス地域では、北のロシア臨時政府やソビエト政府、南のトルコ政府の圧迫があり、独立を宣言したアルメニア共和国政府も著しく弱体であった。このためアルメニアについては国際連盟による統治が当初検討され、後に単独の国による委任統治が決まった。トルコの一部では受任国をイギリスにする動きがあったが、当のイギリスやその他の連合国はアメリカによるアルメニア委任統治を提案した。ウィルソンはこの方針の下、アルメニアに調査団を派遣したが、孤立主義の高まるアメリカ本国では、アルメニア介入に積極的な動きは起きなかった。
アルメニアの領域については代表団が人口の点から要求したキリキア四州の所属をめぐって英仏とアルメニアは対立した。未だ独立がおぼつかないアルメニア代表団も統制がとれず、セーヴル条約では新生アルメニアの領土は大アルメニア（アルメニア王国の領域）に限定された。
委任統治が決まらぬまま、1920年1月にイギリスがアルメニア・アゼルバイジャン民主共和国・グルジア民主共和国のコーカサス三国を承認した。4月、国際連盟はアメリカに委任統治の受諾を求めたが、上院派これを否決した。8月10日にセーヴル条約が締結され、トルコとアルメニアの国境はウィルソンが仲裁するということになったが、この条約はほとんど実効を持たなかった。アルメニアに駐屯していた連合軍はムスタファ・ケマルの新生トルコ軍によって撃退され、さらに赤軍の圧迫によってアルメニアは共産化された。

## その他の問題

### ハンガリー問題
1918年10月にハンガリーでは反オーストリア暴動が起こり、オーストリア＝ハンガリー帝国皇帝カール1世もハンガリーに対する支配権を放棄した。その後ハンガリーにはカーロイ・ミハーイを首相とする共和政府が樹立されたが、旧ロシア帝国軍の捕虜となり、収容所で訓練を受けた共産主義者達が帰国したため、急速に左傾化を強めていた。カーロイ首相は親連合国感情の持ち主であったが、連合国は3月20日にルーマニアにトランシルヴァニア全土の占領を認める旨を通告した。この通告をうけたカーロイは辞職して新たな政権作りを模索したが、政権内の一部が共産党と連合し、3月21日に共産主義政権、ハンガリー評議会共和国が成立した。革命の動きがハンガリーからオーストリア、南ドイツに波及することを恐れた連合国首脳は、ヤン・スマッツ南アフリカ国防相をブダペスト・ウィーン・プラハに派遣して革命政権を牽制した。4月からは評議会政権とルーマニア・チェコスロバキアは戦争状態に陥り、8月に評議会政権は崩壊した。このためハンガリーとの講和は1920年まで遅れることになった。

### チェシン問題
チェコスロバキア・ポーランド間にあったチェシン・シレジア（現在のチェシンとチェスキー・チェシーン、ドイツ名テッシェン）は、両国から領有権主張があり（ポーランドとチェコスロバキアの国境紛争）、1919年1月には両国間で戦闘が発生している（ポーランド・チェコスロバキア戦争）。両国は十人委員会に裁定を求めたが、両国間で決着するべきと回答された。7月の両国間協議でポーランドは住民投票を提案したが、チェコスロバキア側は拒否した。9月11日、十人委員会は住民投票を命令したが、現地は暴動状態となり投票は中止された。1920年7月のスパ会議後の7月28日に行われた合意により、チェシン中央部を流れる川を境界にチェシンを分割することで妥協が成立した。

### 領土要求
チェコ回廊
チェコスロヴァキアは海への出口として、ブラチスラヴァからオーストリアのブルゲンラント州とハンガリー領トランスダニューブ、を経て、クロアチアのザグレブに至る回廊地帯を要求した（チェコ回廊）。しかしセルブ・クロアート・スロヴェーン（ユーゴスラビア）の拒否によって提案は却下された。
ズデーテン地方
ドイツ＝オーストリア共和国は、ボヘミアとモラビアの一部でかねてから独立運動も発生していたドイツ人が多数居住する地域、いわゆるズデーテン地方の帰属を求めていた。一方でボヘミアとモラビアを歴史的領土と主張するチェコスロヴァキアは、ズデーテンのドイツ人は政治的に一体ではなく、民族自決の主体とはならないとした。結果チェコスロバキアの要求が通ったが、チェコスロバキアは少数民族保護条約によってドイツ人保護を約束させられた。

### 独立要求
ウィルソンの「民族自決」論は、当時他国の統治下にあった諸民族や分離主義者に独立への希望を抱かせた。ベトナムの安南愛国者協会（ホー・チ・ミン）、朝鮮の新韓青年党（金奎植）、ラインラント共和国、アイルランド共和国暫定政府（ショーン・オケリー、マイケル・コリンズ）、ウクライナ人民共和国などは独自に代表を送ったが、多くの場合独立は達成されなかった。コーカサスのアルメニアやアゼルバイジャン民主共和国は独立国としてロシア・トルコ問題の協議に参加したが、この地方に対する連合国の確固とした支援はついに実現しなかった。

### 墓地
第一次世界大戦では合計100万人にもおよぶ戦死者が出た。普仏戦争の講和条約であるフランクフルト条約では、戦争中に作られた戦死者の墳墓を埋葬地の国が管理・維持する規定があり、パリ講和会議の一連の講和条約でも蹈襲された。

## 主要国家の姿勢と対応

### イギリス
ロイド・ジョージは1918年12月20日に選挙の最終綱領として、カイザー（ヴィルヘルム2世）の裁判、残虐行為責任者の処罰、ドイツからの最も完全な償金、戦争で破壊されたものの再建を訴えた。また、裏面では海上におけるイギリスの優位確保のため、ドイツ艦隊の解体とドイツ植民地獲得を希望していた。さらに伝統的な勢力均衡政策に基づき、ドイツ・オーストリア＝ハンガリー、ロシアの三帝国崩壊により均衡を失った欧州でフランスの覇権が確立するのを防ぐため、過度なドイツ制裁には反対していた。ケインズが「ヨーロッパの声なき身震いはイギリスには達しない」と評したように、イギリスは海を隔てているため対独警戒心が弱く、フランスの対独強硬姿勢を十分に理解していなかった。

### フランス
クレマンソー首相の唯一の関心はフランスの安全保障であり、「武力は失敗である」とするウィルソンの理想主義とは全く相容れないものであった。特にフランスはドイツと地続きであり、イギリスやアメリカとは対独警戒心に大きな開きがあった。フランスは安全保障の目的のため次の数点を強く要求していた。
- フランスによるラインラントの軍事管理
- この管理を維持するための大国間の永久同盟
- ドイツを牽制する東部における小国同盟
- ドイツの領土縮小
- ドイツ政治組織の弱体化
- ドイツのみの軍縮
- 履行不能な賠償金
- ドイツ経済資源の収奪
- フランスに有利でドイツに不利な経済協定の締結

### 日本

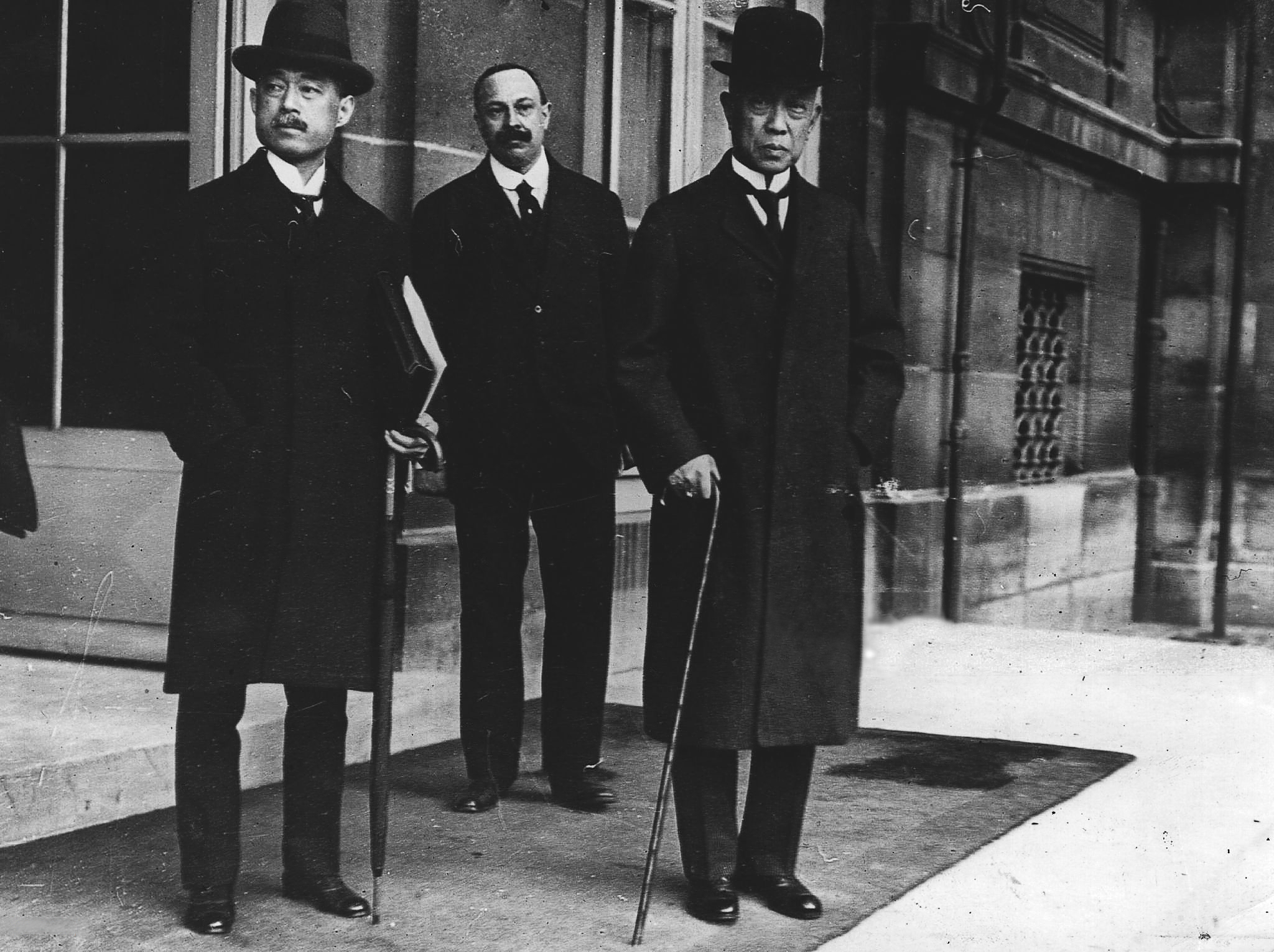
松井慶四郎駐仏大使（左）と西園寺公望全権（右）。

当初ウィルソンは地上戦に参戦した四大国によって会議を主導する案を考えており、日本を主要国の列に加えることになったのはスマッツの覚え書きによるものであった。スマッツは1918年12月16日付のパンフレット『国際連盟 --実践的な提言』国際連盟を主導するべき大国はイギリス・フランス・日本・アメリカ・イタリア、そして将来的にはドイツを加えるべきとしており、これはイギリスの同盟国である点や、地理的なバランスの点が考慮されたものであり、ランシングのように疑問を持つ者もいた。
日本政府は参戦間もない1914年10月から講和に対する準備を開始した。この外務省講和委員会ではドイツからの権益獲得、賠償金など日本に実利のあることについては検討が加えられたが、利害のないことに口を出せば、列強による極東への介入を招く危険があるため、「容喙せざること」が基本方針であり、手続き論については大勢に順応するという方針であった。この方針は政府にそのまま採用され、その後の連合国会議でも蹈襲されたが、1918年のウィルソンの十四か条発表と国際連盟を講和の不可欠の基礎とした休戦発表は、日本政府と外務省の検討・研究不足をあらわにした。特に国際連盟については「皆目分からず、多いに手を焼いた」状況であった。このため原敬首相は11月13日に臨時外交調査会を設置し、国際連盟などについて研究と討議を開始した。
国際連盟案については枢密顧問官である伊東巳代治と平田東助は懐疑的であり、牧野伸顕前外相のみ積極的であった。原首相は牧野案に理解を示したが、特に強い関心を示したわけではなかった。対中強硬策をとってきた大隈重信・寺内正毅内閣と異なり、原首相は対米融和を志向しており、牧野や外務省も同様であった。また当時の日本では陸軍出先機関が独走し、袁世凱打倒工作や実業家西原亀三を利用した工作を外務省の頭越しに行うという二重外交問題が発生しており、ウィルソンの「新外交」は外交一元化を唱える外務省にも有利であった。12月22日に外交調査会は山東および南洋諸島のドイツ権益獲得を核心問題とし、その他の問題には「大勢の帰向を省察し、なるべく連合与国（大国）と歩調を一にする」という最終的な講和方針を確定した。外務次官幣原喜重郎が懸念したように、日本は多国間の会議外交には慣れていなかった。
日本の全権は政権与党である立憲政友会前総裁で元首相、元老でもある西園寺公望侯爵（個人的にもクレマンソーとは留学時代の親友であった）及び牧野伸顕元外相らが任命され64人の代表団を送った。代表団には随員として、近衛文麿・吉田茂・芦田均・松岡洋右・重光葵など後の日本政界で活躍する人物が参加している。しかし西園寺は健康上の理由から出発を遅らせ、パリに着いたときにはすでに3月2日になっていた。このため実質的な日本代表を務めたのは、牧野伸顕前外相と珍田捨巳駐英大使であった。
しかし現役首脳を派遣できなかったために会議で直接賛否を著わすことが出来ず、採決では留保した後に本国に問い合わせる有様であった。また体制順応を基本方針としていた日本代表は、直接利害が関係しない案件では発言数が少なく、国際協調に消極的な「サイレント・パートナー」と揶揄され、他国の新聞では「張り子の虎」や単に「薄気味悪い」と報道された。外交調査会は2月3日に日本と関係のない問題にも発言するよう指示を与えている。

## 影響
この会議で制定された一連の講和条約が結ばれ第一次世界大戦は終戦することになる。これ以降ヨーロッパにおいては「ヴェルサイユ体制」と呼ばれる秩序が、ロカルノ条約で修正されながらも、世界恐慌期後のファシズム勢力台頭まで続くことになる。また講和会議の結果成立した国際連盟や国際労働機関の設立、国際河川制度の確立などの国際協力の動きは現代にも大きな影響を与えている。
また会議で提起された軍縮問題は、ワシントン会議等で協議され、極東と太平洋には「ワシントン体制」と呼ばれる体制が成立した。しかし連合国間の均衡ある軍縮は達成できず、ドイツの武装解除によって大きな力の空白地が生まれたため、秩序維持のための連合国負担が増加することにもなった。また軍縮問題の協議は、やがて日本とその他の国の軋轢を生むことになる。
さらにこの講和会議の原則として提唱されながら、しばしばないがしろにされた「民族自決」・「民主主義」の概念は、世界において脱植民地化や民主化の動きを促進することになる。

### イギリス
戦争に勝利したものの、膨大な戦費によってイギリス経済は深刻な不況を迎えることになる。また膨大な人員を提供したイギリス帝国内の自治領の発言力が増大し、帝国は緩やかな連合であるイギリス連邦へと変化していくこととなった（バルフォア報告からウェストミンスター憲章）。イギリスは19世紀末から20世紀にかけ帝国の大衆化が進展し、1911年には議会の庶民院を貴族院に優越させる重要な取決めが合意されたばかりであった（議会法）。その直後に発生した第一次大戦による膨大な人的損失は貴族院の世襲議員の権威をさらに弱めた。ロンドンの大衆はウィルソンの理想主義に熱狂したが彼の掲げた民族自決や内政不干渉原則、秘密条約の廃止といった「新外交」の理念はイギリスの帝国維持に重大な脅威をもたらした。とくに民族自決という観点は、アイルランド自治問題 やアフガニスタン問題に直ちにつながり、インドの独立運動派に大きな影響をもたらすこととなる。

### 日本
パリ講和会議の結果、日本は正式な列強の一つと数えられるようになった。しかし山東問題での対応は、アメリカの警戒を招くことになった。日本人に対する人種差別問題はアメリカで排日移民法として尾を引き、さらにワシントン会議ではアメリカの主張で日英同盟は廃止された。
国際外交の理念や手段が激変する1920年代から1930年代にかけて、国内与論や大衆、軍隊や官僚組織への指導力に欠けた日本の内閣及び議会政治は国際連盟での協調に失敗し、中国及び満州国問題ではイギリスやアメリカと対立、さらに1930年代中盤には政治に対する大衆の不信、政治家や要人に対する暗殺やクーデターが繰り返されるようになり、1930年代後半にはドイツとイタリアとの提携の道を歩むことになる。

### イタリア
フィウーメを得られなかったイタリアでは、講和に対する反感が次第に強まり、 大戦の戦勝も「骨抜きにされた勝利（イタリア語: Vittoria Mutilata、不具の勝利）」であると認識された。1919年9月12日、愛国派詩人ガブリエーレ・ダンヌンツィオらのグループがフィウーメを占拠し、イタリアへの併合を訴えた。国際関係悪化を恐れたイタリア政府は投降を求めたが、ダンヌンツィオらはフィウーメの独立を宣言した。その後イタリア政府の攻撃により、自由都市フィウーメを経てイタリアに併合された。この動きはベニート・ムッソリーニらのファシズム運動にも影響を与え、イタリアとユーゴスラビア間での領土問題はこの地域の不安定要因となった。

### アメリカ
講和会議の中でウィルソンとランシング、エドワード・ハウスといった閣僚・側近との溝は広がり、条約批准という山場を迎える中ウィルソンは孤立を深めていくこととなった。
講和会議で成立した三条約に内包されている国際連盟規約10条には、加盟国が侵略を受けた際、アメリカを含む国際連盟理事会が問題解決に義務を負うという規定が存在し、アメリカ合衆国上院の外交問題委員会はこの条項に留保条件を付けることを主張した。しかしウィルソンは妥協に応じず、上院での批准は成立しなかった。さらにウィルソンが脳梗塞で病身となったこともあり、1920年アメリカ合衆国大統領選挙では共和党のウォレン・ハーディングが民主党のジェイムズ・コックスを大差で破った。ハーディングは国際連盟不加盟を決め、独自の講和条約（1921年8月11日の米独平和条約、8月24日に米墺平和条約、8月29日に米洪平和条約）を結んだアメリカは再びモンロー主義に回帰していくことになる。
陸軍・海軍・国務省では、山東問題や南洋諸島を獲得した日本への警戒が増加し、1920～1921年の建鑑競争を招くこととなった。さらに日本人に対する人種別問題はアメリカで排日移民法として形作られてゆく。

### フランス
講和条約の結果、フランスはドイツの賠償支払いの大半を手に入れることとなったが、ドイツの支払いはスムーズに行われず、また賠償として流入するドイツの産品がかえってフランス国内の産業を圧迫することに繋がった。1923年1月11日にはドイツの賠償支払いが滞ったことを理由として、フランスはベルギーとともにルール地方を占領した。この占領はドイツ国民の受動的ボイコット運動とハイパーインフレーションをまねきドイツ経済を破綻の淵に追いやったばかりでなく、ドイツの民族主義者を刺激しのちの大戦の重要な契機となる。一方でこの占領はフランス側にとっても大きな政治的ダメージを招くものとなり、当時のレイモン・ポアンカレ内閣が崩壊するきっかけとなった。
フランス政府はドイツからの賠償支払いを前提に大幅な赤字財政をとっており、賠償金の支払いが期待できないことが明らかになり始めた1923年以降、フランは為替相場で下落しインフレが昂進した。フランの下落はフランスの輸出産業を刺激し大戦後の好景気をもたらした。一方で大戦の教訓からフランス政府は金塊の備蓄政策を採用したため、このフランスの金塊の吸収がドイツ諸邦およびロンドンへの圧力となり1929年から始まる世界恐慌を悪化させる要因となった。
パリ講和会議で一応成立したフランスの安全保障構想は、アメリカの連盟不参加により、早くも見直しを迫られることとなった。フランスはポーランドやルーマニア・チェコスロバキア・ユーゴスラビア間の連合小協商に接近し、東からドイツを牽制した。また不戦条約を国際社会に提案し集団安全保障体制を強化した。

### ポーランド
パリ講和会議の結果、100年ぶりの独立を回復したポーランドだったが、住民投票で帰属を決定する地域ではドイツとの間で熾烈なプロパガンダ合戦や、武力抗争が頻発した（シレジア蜂起）。住民投票の結果、ポーランドはシレジアの工業地帯を手に入れ、ドイツにおける領土回復運動の目標となった。

### 旧オーストリア＝ハンガリー帝国
膨大な領土を失ったオーストリアは、深刻な経済不況に見舞われた。このため国際連盟による援助がいち早く行われ、賠償も免除されている。講和会議終了後の8月になってハンガリー・ルーマニア戦争は終結し、トランシルヴァニアの帰属はルーマニアに確定した。1920年3月に成立したハンガリー王国では失地回復を願う声が高まり、政権の右傾化が強まった。
独立を果たしたチェコスロバキアであったが、ドイツ・オーストリアとのズデーテン地方問題、ポーランドとのチェシン問題は後々まで紛争の原因となり、チェコスロバキア解体の遠因となった。

### バルカン半島
セルビア王国主導のユーゴスラビア王国樹立は列強によって事実上承認され、汎スラヴ主義者の念願が達成された。しかしクロアチア、モンテネグロ、マケドニア等ではセルビア人と王家カラジョルジェヴィチ家への反感が高まり、反政府蜂起や暗殺事件が頻発した。この地域の民族問題は第二次世界大戦とその後の不安定要因となり、ユーゴスラビア紛争が終結する21世紀まで尾を引くこととなった。

### 旧ロシア帝国
内戦が続くロシアに対する列強の足並みはそろわず、シベリア出兵が行われたものの、ボリシェヴィキ政権のソビエト連邦成立を防ぐことは出来なかった。また旧ロシア帝国からのアルメニア、フィンランド、バルト三国の独立は承認されたものの、連合国がこれらに積極的な支援をすることはなく、アルメニアやバルト三国はソビエト連邦の圧迫を受け、独立を失うこととなった。

### トルコ・中東
敗戦によって統一と進歩委員会政権は瓦解し、スルタンメフメト6世は連合国軍を利用して皇帝専制の復活を目論んだ。しかしムスタファ・ケマルらは1920年4月23日、アンカラに大国民議会を設置し、帝国政府に対抗した。帝国政府は8月10日にパリ講和会議の結果をふまえたセーヴル条約を締結したが、この過酷な内容は講和条約を受諾した皇帝に対するトルコ国内の反発を招いた。
1921年1月6日、コンスタンティノス1世率いるギリシャ軍は、さらなる領土を狙って進軍を開始した（希土戦争 (1919年-1922年)）。ムスタファ・ケマルらの大国民議会軍はギリシャ軍を圧倒し、1922年11月1日にはスルタン制が廃止され、トルコ共和国が成立した。連合国は新たな講和条約締結する必要に迫られ、1923年7月24日にローザンヌ条約を締結した。トルコはセーヴル条約で失った領土の内東トラキアを回復し、ギリシャとの住民交換を行われ、民族問題が緩和された（ギリシャとトルコ間での住民交換）。
またオスマン帝国の支配地であったシリア・レバノン・メソポタミアはサイクス・ピコ協定通り英仏に分割され、その治下で民族主義者が新たな政権樹立をめぐって争うこととなる。

### 中華民国
中華民国は山東問題の扱いを不服としてヴェルサイユ条約を調印せず、1922年5月15日に中独平和回復協定を締結してドイツと講和した。またヴェルサイユ条約を不服とする民衆が大規模な抗議運動（五四運動）を起こし、日貨排斥を訴える動きが広がった。対日感情は山東還付の後も改善されず、日本問題が中国における国権回復運動の主要な目標とみなされるようになる。